# Paolo Zamboni (ostacolista)
Paolo Zamboni (Bologna, 18 maggio 1939 – Berra, 29 novembre 1969) è stato un ostacolista italiano.

## Biografia
Nato nel 1939 a Bologna, a 21 anni partecipò ai Giochi olimpici di Roma 1960, nei 110 m ostacoli, uscendo ai quarti di finale, 6º con il tempo di 14"9, dopo aver passato la sua batteria da 4º in 14"7.
Morì nel 1969, a soli 30 anni.

## Palmarès
| Anno | Manifestazione  | Sede | Evento   | Risultato        | Prestazione | Note |
| ---- | --------------- | ---- | -------- | ---------------- | ----------- | ---- |
| 1960 | Giochi olimpici | Roma | 110 m hs | Quarti di finale | 14"9        |      |